# Psammoecus quadrinotatus
Psammoecus quadrinotatus es una especie de coleóptero de la familia Silvanidae.

## Distribución geográfica
Habita en Malasia.